# Trachystigma
Trachystigma é um género botânico pertencente à família Gesneriaceae.

## Espécie
Trachystigma mannii

## Nome e referências
Trachystigma C.B.Clarke